# Уикипедия на ерзянски език
Уикипедия на ерзянски език (на ерзянски: Эрзянь Википедия) е раздел на ерзянски език в Уикипедия. Проектът започва работа на 26 май 2008 г. г.
През 2020 г. за първи път Уикипедия на ерзянски език взима участие в ЦИЕ пролет 2017 – международно събитие, организирано от уикипедианци и уикимедианци от Централна и Източна Европа с цел създаването на статии за участващите държави от региона в Уикипедия на езиците на участващите държави от региона.

## Статистика
Към 28 юни 2025 г. Уикипедия на ерзянски език съдържа 7868 статии. Регистрирани са 14 237 потребителя, от тях 18 са извършили каквито и да е действия през последните 30 дни, 4 потребителя имат статут на администратори. Общият брой редакции е 152 496.
Брой на статиите
- Октомври 2007 г. – достига 100 статии
- Юли 2009 г. – достига 1000 статии
- Май 2015 г. – достига 2000 статии
- Октомври 2017 г. – достига 4000 статии